# Заутер, Антон
Антон Элойтериус Заутер (нем. Anton Eleutherius Sauter; 1800—1881) — австрийский ботаник.

## Биография
Антон Заутер родился 18 апреля 1800 года в торговой деревне Гроссарль неподалёку от Зальцбурга.
В 1819 году поступил в Грацский университет на философский факультет. В 1820 году перешёл в Венский университет, где стал изучать медицину под руководством Йозефа фон Жакена. В 1826 году окончил университет со степенью доктора, после чего стал работать в госпитале святого Иоанна в Зальцбурге.
В 1828 году переехал в Кицбюэль, ещё через два года стал главным врачом Брегенца. С 1831 по 1836 Заутер был главным врачом округа Целль-ам-Зе. Впоследствии работал в Миттерзилле и Штайре. В 1848 году Антон был назначен врачом округа Зальцбург, был в этой должности до 1871 года. 6 января 1881 года Антон Заутер скончался.
Заутер интересовался флорой тайнобрачных растений Австрии. Он был автором книг по мхам, папоротникам и грибам региона.
Образцы из гербария Заутера хранятся в Зальцбургском музее естествознания и в музее Инатура в Дорнбирне (BREG).

## Некоторые научные работы
- Sauter, A. (1866). Flora des Herzogthumes Salzburg. 7 vols.

## Роды растений, названные в честь А. Заутера
- Sauteria Nees, 1838